# Anatemnus
Genre
Anatemnus est un genre de pseudoscorpions de la famille des Atemnidae.

## Distribution
Les espèces de ce genre se rencontrent en Asie, en Océanie, en Amérique du Sud, à Madagascar et aux Seychelles.

## Liste des espèces
Selon Pseudoscorpions of the World (version 3.0) :
- Anatemnus angustus Redikorzev, 1938
- Anatemnus elongatus (Ellingsen, 1902)
- Anatemnus javanus (Thorell, 1883)
- Anatemnus luzonicus Beier, 1932
- Anatemnus madecassus Beier, 1932
- Anatemnus megasoma (Daday, 1897)
- Anatemnus nilgiricus Beier, 1932
- Anatemnus novaguineensis (With, 1908)
- Anatemnus orites (Thorell, 1889)
- Anatemnus oswaldi (Tullgren, 1907)
- Anatemnus pugilatorius Beier, 1965
- Anatemnus rotundus (With, 1906)
- Anatemnus seychellesensis Beier, 1940
- Anatemnus subindicus (Ellingsen, 1910)
- Anatemnus subvermiformis Redikorzev, 1938
- Anatemnus tonkinensis Beier, 1943
- Anatemnus vermiformis (With, 1906)
- Anatemnus voeltzkowi (Ellingsen, 1908)

et décrites ou placées depuis :
- Anatemnus cavernicola (Beier, 1976)
- Anatemnus chaozhouensis Hu & Zhang, 2012
- Anatemnus hemuensis Li & Wang, 2021
- Anatemnus reni Gao & Zhang, 2016
- Anatemnus subvastus Alexander, Burger & Harvey, 2014
- Anatemnus wongalara Harvey & Cullen, 2021

## Systématique et taxinomie
Ce genre a été décrit par Beier en 1932 dans les Atemnidae.

## Publication originale
- Beier, 1932 : « Revision der Atemnidae (Pseudoscorpionidea). » Zoologische Jahrbücher, Abteilung für Systematik, Ökologie und Geographie der Tiere, vol. 62, p. 547-610.